# Дандарон, Бидия Дандарович
Бидия Дандарович Дандарон (28 декабря 1914, урочище Соорхой (Суархэ), Кижинга, Забайкальская область — 26 октября 1974, c. Выдрино, Бурятская АССР) — известный бурятский буддолог, философ и буддийский духовный наставник, а также историк. Работал научным сотрудником, в своих книгах пытался сформировать философскую доктрину необуддизма как «буддизма для европейцев», синтезировал буддизм с достижениями современной ему науки и представлениями европейских философов.
За свою деятельность неоднократно был судим советскими властями. В результате последнего показательного процесса был осужден на 5 лет тюремного заключения и умер в лагере. Дандарон оставил ряд учеников, в том числе среди буддологов.

## Биография
Отцом Дандарона был лама-философ Доржи Бадмаев. В детстве Дандарон посещал монастырскую школу, где изучал тибетский язык, санскрит и буддизм. Мальчик был признан перерождением (хубилган) хамбо-ламы Джаягсы-гэгэна, настоятеля комплекса Гумбум на окраине Тибета, посещавшего Бурятию в 1894-м и 1910 годах.
В июле 1921 года духовный лидер бурятских буддистов Лубсан-Сандан Цыденов, провозгласивший в 1919—1920 на землях хоринских бурят теократическое государство, передал Дандарону титул Царя Учения — Дхармараджи.
В 1934—1937 Дандарон учился в Авиаприборостроительном институте в Ленинграде и был вольнослушателем Восточного факультета ЛГУ, где по рекомендации Агвана Доржиева изучал тибетский язык у А. И. Вострикова.
3 июня 1937 года Дандарон был арестован и осуждён на 10 лет, освобождён 4 февраля 1943, 10 ноября 1948 он был повторно арестован, реабилитирован в 1956. В лагерях он познакомился с европейской философией, так, его старшим товарищем стал профессор философии В. Э. Сеземан.
В лагерях Дандарон приобрёл первых учеников, среди них были два немца и поляк Кокошка. Перед выходом из лагеря Кокошка сделал ложный перелом руки и, спрятав под гипс листы рукописи Дандарона «Необуддизм», вывез её на Запад. Основной идеей рукописи был синтез буддийского учения гелуг с современной европейской философией и наукой.
Между отсидками Дандарон вместе с ламой Падма-Доржи написал ходатайство Сталину о возрождении буддийских монастырей в Бурятии. На письмо последовала быстрая реакция: в 1946 году возродился Агинский дацан, в 40 км от Улан-Удэ началось строительство Иволгинского дацана.
После 1956 года сотрудники Института Востоковедения в Ленинграде пытались устроить его на работу разбирать рукописи, но руководство не дало согласия. Дандарон жил в Ленинграде и Москве полулегально, не имея шансов найти работу.
В 1957 году Дандарон устроился работать научным сотрудником Бурятского института общественных наук.
В 1958—1959 годах Дандарон составил тибетско-русский словарь на 15 тысяч слов, а также «Тибетско-русский словарь философских терминов».

### Процесс Дандарона
Вокруг Дандарона сформировалась община, в которую входили несколько десятков человек из Ленинграда, Москвы, Тарту, Вильнюса. Некоторые из его учеников работали в Восточном отделе Музея истории религии и атеизма (Казанский собор). Сотрудники музея регулярно ездили в Бурятию в археологические экспедиции.
В Ленинграде Дандарон создал буддийскую общину, за что в 1972 году был арестован и обвинён в «организации буддийской секты» по статьям «посягательство на личность и права граждан под видом совершения религиозных обрядов» и «мошеничество». Обвинения основывались на данных экспертизы, подготовленной заведующей сектором буддологии Бурятского института общественных наук К. М. Герасимовой и сотрудником того же института А. Д. Дугар-Нимаевым. В тексте экспертизы содержались крайне необъективные оценки буддизма как религии («буддизм есть насилие»), а также прямые выпады в адрес Дандарона.  
Вместе с Дандароном были арестованы его четверо учеников, у остальных взяли подписку о невыезде. В Москве были допрошены известные востоковеды О. Ф. Волкова и А. М. Пятигорский (московский Институт востоковедения АН СССР) — ученики Дандарона, из Эстонии вызвали Л. Э. Мялля. Привлекались также востоковеды Ю. М. Парфионович, Б. И. Кузнецов, В. И. Рудой. Следствие пыталось организовать большой антибуддийский процесс со многими обвиняемыми, но отсутствовали доказательства обвинения, и властям нежелательна была огласка происходившего в научных кругах СССР и за границей. Перед Волковой и Пятигорским извинились, незаконно отобранные материалы были возвращены. Некоторые ученики Дандарона — А. Железнов и Ю. Лавров из Улан-Удэ, В. М. Монтлевич из Ленинграда, Д. Буткус из Вильнюса — были заключены в психиатрические больницы. М. Ф. Альбедиль была исключена из комсомола и аспирантуры. Остальных освободили, уволив с работы.
Судили одного Дандарона. Адвокаты Н. Я. Немеринская и Н. Я. Герасименко настаивали на полной невиновности. По настоянию прокурора Байбородина Дандарон был приговорён к 5 годам лишения свободы с содержанием в колонии общего режима и был отправлен в посёлок Выдрино на южном берегу Байкала. В заключении он написал серию писем ученикам, а также новую работу, которой придавал большое значение и где продолжил синтез буддизма с современными представлениями о мироустройстве — «Чёрную тетрадь» (авторское название — «О Четырех Благородных Истинах Будды»). Рукопись была конфискована при обыске.
С помощью Б. Дугарова Дандарон, однако, сумел передать из заключения несколько текстов для ритуального созерцания («Выдринский дубтаб»).
Рукопись «Чёрной тетради» стала доступна только в 1990-е. Первая часть впервые была опубликована в альманахе «Буддийский мир» (1994 г.), а затем целиком издана В. Монтлевичем (с незначительной правкой).
Эта последняя работа посвящена описанию «общественной кармы», а также раскрывает опыт практики Тантры при тоталитарном режиме. « … Проповедь учения Мантраяны на современную почву деспотической страны, где его встречают люди, пропитанные материализмом, привыкшие видеть во всем утилитарную, выгодную для себя точку зрения, сопряжена с бесконечно трудными разнообразными препятствиями. Здесь внешняя мара…, выйдя в сознание людей, начинает карать всех, кто замешан в любую религиозную проблему». (стр 112.)
В октябре 1974 года Дандарон не раз уходил в самадхи. Он предупреждал сидевших с ним, чтобы в это время его не трогали, и сокамерники к этому привыкли. Однажды он объявил о семидневном «уходе»: «не будет дыхания и сердце не будет биться». И он действительно ушёл 26 октября 1974 года.

## Дань памяти
В 1997 году ученик Дандарона Ю. К. Лавров организовал поездку в Выдрино и извлёк прах учителя из могилы. В течение года прах хранился на родине Дандарона в Кижинге. В тайге на вершине горы Тэбхэр Майла в 15 км от с. Кижинга в долине реки Худан началось строительство ступы Дандарона. Строительство велось силами последователей традиции Дандарона, жителями Кижинги, Улан-Удэ и приехавшими учениками учеников Дандарона из Москвы, Санкт-Петербурга, Харькова, Кременчуга и Челябинска с 1997 по 2005 годы. Ступа, автором проекта которой был Ю. К. Лавров (умер в 2002 г.), выполнена в непальском стиле, не характерном для бурятского буддизма.
Место для ступы было выбрано в ста метрах от руин ступы, которую в 1966 году строил своему отцу Агвану Синам Тузол Доржи сам Б. Д. Дандарон (она была разрушена советской администрацией). В 1998 году на этом месте был захоронен прах Дандарона. 15 октября 2003 года водружён купол сферы ступы. В Москве Нестором Парастаевым было изготовлено сваямбху внешней ступы (луна сделана в виде лодки, солнце как шар, а объёмное бинду — с тремя изгибами). 15 июля 2004 г. сваямбху было водружено на шпиль ступы. Рисунок глаза был выполнен Еленой Макаровой в 2005 году. 18 июля 2005 года была завершена покраска. К этому времени на гору съехались родственники Дандарона и жители Кижинги и Усть-Орота — вместе со строителями около семидесяти человек. Был проведён ритуал Согшод и праздничное пиршество.

## Влияние и наследие
Наиболее известными учениками Дандарона как буддолога считаются буддологи А. М. Пятигорский, Л. Э. Мялль, В. М. Монтлевич, занимавшийся также популяризацией и редактированием книг Дандарона, С. П. Нестеркин, А. М. Донец, С. Ю. Лепехов, специалист по тибетской медицине В. Н. Пупышев и Д. Буткус.
Дандарон как буддийский учитель также оставил после себя многочисленных учеников, выполнявших «серьёзные практики ваджраяны». Многие из этих учеников стали учителями тантры, распространяли знания о буддизме в конце 80-х годов и значительно повлияли на возрождение буддизма в России. Преподаватель Международного буддийского института Кармапы Б. Р. Ерохин выделяет среди близких учеников Дандарона и деятелей необуддизма А. И. Железнова, Ю. К. Лаврова, В. М. Монтлевича, В. П. Репко, Ф. Маликову, в том числе и известных востоковедов О. Ф. Волкову, А. М. Пятигорского, Л. Э. Мялля, Ю. М. Парфионовича, Б. И. Кузнецова, В. И. Рудого, А. М. Донца, В. Н. Пупышева.
Как буддист Дандарон был первым авторитетным проповедником традиции ваджраяны в СССР европейцам. Основополагающая работа Б. Д. Дандарона «Мысли буддиста» получила признание ещё в 70-е годы в самиздате. В 90-е текст был опубликован сокращениями В. Монтлевичем в Петербурге и (в другой редакции) В. Репкой во Владивостоке. Полная альтернативная редакция текста рукописи с обширным предисловием была позднее подготовлена С. Фаустовым. «Линию Дандарона» после его ухода активно поддерживали такие авторитетные ламы Бурятии как Дарма-Доди, Готавон, Мунко-лама и другие.
Вкладом Б. Д. Дандарона также является проповедь учения Дзогчен впервые на русском языке. Им был выполнен перевод работы Нацог-Рандола «Карнатантра». При аресте в 1972 году вторая часть рукописи была конфискована, первая распространялась учениками в самиздате и в 90-е была опубликована в журнале «Гаруда». Точного академического издания работ Б. Дандарона в настоящее время не существует. Судьба некоторых рукописей неизвестна.

## Сочинения
- «Описание тибетских рукописей и ксилографов Бурятии» (1960—1965)
- «Источник мудрецов: Парамита и мадхьямака» (1968)
- Перевод с тибетского «Истории Кукунора» Сумба-хамбо (1972).
- Символ Веры Архивная копия от 7 марта 2006 на Wayback Machine // Гаруда. — 1996. — № 2(X).
- Краткий тибетско-русский словарь. М., 1959 (совм. с Ю. М. Парфионовичем и Б. В. Семичовым)
- О тибетско-монгольском словаре «Источник мудрецов» // Труды БурКНИИ СО АН СССР. Сер. востоковедения. 1960. Вып. 3. С. 58-68 (совм. с Б. В. Семичовым);
- За великой правдой: Повесть. Улан-Удэ, 1966 (пер. с бурят. яз.; совм. с Б. Санжином);
- Буддийская теория индивидуального Я // МИФЦА. Вып. 3. Улан-Удэ, 1968. С. 34-52;
- Элементы зависимого происхождения по тибетским источникам // Труды по востоковедению. Т. 1. Тарту, 1968. С. 213—233;  Архивная копия от 4 марта 2016 на Wayback Machine
- Содержание мантры ОМ-МА-НИ-ПАД-МЭ-ХУМ // Труды по востоковедению. Т. 2, ч. 2. Тарту, 1973. С. 463—477; Мысли буддиста. Владивосток, 1992;  Архивная копия от 8 сентября 2016 на Wayback Machine
- Махамудра как объединяющий принцип буддийского тантризма // Гаруда. 1993. № 1. С. 3-13;  Архивная копия от 4 марта 2016 на Wayback Machine
- Общая схема совершенствования по пути мантраяны // Там же. 1994. № 1 (6). С. 2-5;  Архивная копия от 4 марта 2016 на Wayback Machine
- Дандарон Б. 99 писем о буддизме и любви (1956-1959). — СПб.: Дацан Гунзэчойнэй, 1995. — 348 с. — 1000 экз. — ISBN 5-87290-033-3.; др. изд.: Дандарон Б. Д. Письма о буддийской этике. — СПб.: Алетейя, 1997. — 352 с. — 2000 экз. — ISBN 5-89329-048-8.
- Чёрная тетрадь: О четырёх благородных истинах Будды. СПб., 1995;
- Теория шуньи у мадхьямиков // Гаруда. 1996. № 1. С. 3-9; Символ веры // Там же. № 2. С. 1-2; Буддизм: Сб. ст. СПб., 1996;  Архивная копия от 20 марта 2019 на Wayback Machine
- Нацог-Рандол: Карнатантра, опора Великого Учения, называемая «Зерцало механизма глубокого содержания» // Гаруда. 1997. № 2. С. 19-32 (пер.); Чёрная тетрадь. Т. 1: Письма о буддийской этике. Т. 2: Мысли буддиста. СПб., 1997; Aga Monastery // Encyclopedia of Buddhism. Vol. 1. Colombo, 1963. P. 249—250.
- Буддийская теория отсутствия индивидуального Я Архивная копия от 4 марта 2016 на Wayback Machine // Материалы по истории и философии Центральной Азии, вып. 3. Улан-Удэ, 1968, с. 34-52.